# Тааль (озеро)
Тааль — пресноводное озеро Филиппин. Находится на острове Лусон, в провинции Батангас. Озеро заполняет большую вулканическую кальдеру Тааль, образованную очень большим извержением примерно 500 000—100 000 лет назад. Это третье по величине озеро в стране после озёр Лагуна-де-Бай и Ланао. Вулканический остров Тааль, место бывшего извержения, расположен недалеко от центра озера. В самом кратере вулканического острова имелось ещё одно озеро, которое являлось крупнейшим в мире озером на острове (вулканическом) в озере (озеро Тааль) на другом острове (Лусон). На этом Основном Краторном озере, в свою очередь, имелся свой собственный небольшой остров, Вулкан-Пойнт. Сейчас Главного Кратерного озера уже нет, его  выпарило извержение 2020 года.

## Охранный статус
Бассейн озера Тааль был впервые объявлен национальным парком вулкана Тааль по Декларации № 235 от 22 июля 1967 года, площадь составила 62 292 га (153 930 акров).
В соответствии с Законом Республики № 7586, иначе известным как Национальная Интегрированная система охраняемых территорий (NIPAS) от 1992 года, территория получила статус «Охраняемый ландшафт вулкана Тааль» по Декларации № 906 от 16 октября 1996 года.

## Галерея
- Вид на озеро с возвышенности.
- Вид на озеро в пасмурный день.
- Вид на вулкан Тааль с озера, на переднем плане — лодки местных рыбаков.